# Syrrhaptes
Syrrhaptes es un género de aves de la familia de las gangas. Habitan en zonas áridas de Asia central, desde el Mar Caspio y Mongolia hasta la India.

## Especies
Comprende dos especies:
- Ganga Tibetana, Syrrhaptes tibetanus
- Ganga de Pallas, Syrrhaptes paradoxus